# نبردناو کلاس فوجی
نبردناو کلاس فوجی (به ژاپنی: 富士型戦艦 - فوجی-گاتا سِنکان) یک کلاس نبردناو نیروی دریایی امپراتوری ژاپن بود.